# 赵坚 (1963年)
赵坚（1963年—），云南箇舊人，傣族，中华人民共和国政治人物、第十二届全国人民代表大会云南地区代表。
毕业于云南工学院金属材料及热处理专业。加入中国国民党革命委员会。担任贵研铂业股份有限公司高级工程师。2008年起担任全国人大代表。2013年，担任全国人大代表。